# Лиука
Ли́ука (ест. Lõuka küla) — село в Естонії, у волості Тистамаа повіту Пярнумаа.

## Населення
Чисельність населення на 31 грудня 2011 року становила 43 особи.

## Географія
Село розташоване за 3 км на північний схід від центру селища Тистамаа.